# Провалник
Провалник је југословенски телевизијски драмски филм из 1996. године. Режирала га је Ратиборка Ћерамилац, а сценарио је написала Мирјана Лазић.